# Smålands runinskrifter 10
Runinskrift Sm 10 är en runsten som nu står utanför Växjö domkyrka i Växjö kommun i Småland.

## Stenen
När stenen upptäcktes 1812 satt den inmurad på utsidan av domkyrkans östra korvägg. Stenen fritogs och står nu fritt utanför kyrkan. Dess ursprungliga plats är dock okänd. Motivets runorm är ornerad i enkel Ringerikestil och den från runor translittererade och översatta inskriften lyder enligt nedan:

## Inskriften
Translitterering av runraden:
-u[(k)]i (:) reisti : stein (:) eftir : kunar : sun : kirims × ¶ kuþ healbi sel hans ¶ tyki × ¶ uikikr
Normalisering till runsvenska:
[T]oki(?) ræisti stæin æftiʀ Gunnar, sun Grims. Guð hialpi salu hans! Toki vikingʀ.
Översättning till nusvenska:
Tyke - vikingen Tyke - reste stenen efter Gunnar, Grims son. Gud hjälpe hans själ!
I runbandet utmed stenens kant läser man från huvudet till ×: "Tyke reste stenen efter Gunnar, Grims son." Sedan förtydligades namnet som "Tyke Viking" i två rader vid rundjurets nos, båda nerifrån och uppåt, där namnet Tyke i stenens centrum slutar vid ×. Runorna för "viking" är uikikr och Gunnars minnesmärke brukar därför kallas "Tyke Vikings sten". I slutet av texten tillades för säkerhets skull en kristen förbön i mindre bokstäver, som även denna ska läsas nerifrån och upp.